# Norte de Santander
Norte de Santander – departament Kolumbii.  Leży w północnej części kraju, graniczy z Wenezuelą.  Stolicą departamentu Norte de Santander jest miasto Cúcuta.

## Gminy
1. Ábrego
2. Arboledas
3. Bochalema
4. Bucarasica
5. Cáchira
6. Cácota
7. Chinácota
8. Chitagá
9. Convención
10. Cúcuta
11. Cucutilla
12. Duranía
13. El Carmen
14. El Tarra
15. El Zulia
16. Gramalote
17. Hacarí
18. Herrán
19. Labateca
20. La Esperanza
21. La Playa de Belén
22. Los Patios
23. Lourdes
24. Mutiscua
25. Ocaña
26. Pamplona
27. Pamplonita
28. Puerto Santander
29. Ragonvalia
30. Salazar de Las Palmas
31. San Calixto
32. San Cayetano
33. Santiago
34. Sardinata
35. Silos
36. Teorama
37. Tibú
38. Toledo
39. Villa Caro
40. Villa del Rosario

Oficjalna strona departamentu Norte de Santander